# D-dimeer
D-dimeer is een stof afkomstig van fibrine die als gevolg van fibrinolyse vrijkomt. Fibrinolyse is de afbraak van een bloedstolsel. Een bloedstolsel bestaat uit een netwerk van fibrinen (stollingseiwitten). Een van de afbraakproducten is D-dimeer. De hoeveelheid D-dimeer in het bloed is altijd laag, behalve wanneer er een bloedstolsel afgebroken wordt. De D-dimeertest wordt gebruikt bij situaties met een verhoogde bloedingstollingsneiging, bijvoorbeeld bij een diepveneuze trombose (DVT), waarbij een stolsel in de beenader ontstaat, bij een longembolie waarbij een stolsel in de longen terechtkomt en bij diffuus intravasale stolling (DIS) waarbij stolsels ontstaan door het gehele lichaam.
Referentiewaarden zijn afhankelijk van de testmethode en verschillen daardoor per laboratorium, grofweg kan gesteld worden dat >500ng/ml een verhoogde waarde aangeeft. Een niet verhoogde D-dimeerwaarde geeft aan dat het onwaarschijnlijk is dat er een stolsel in het lichaam aanwezig is. Een verhoogde waarde van D-dimeer in het bloed kan wijzen op de vorming van een stolsel in het lichaam. Een verhoogde D-dimeerwaarde geeft niet aan op welke plek in het lichaam een stolsel gevormd is. Een verhoogde D-dimeerwaarde kan het gevolg zijn van een diepveneuze trombose, een longembolie of een diffuse intravasale stolling. D-dimeer kan ook verhoogd zijn na een operatie, bij ernstige verwondingen, een infectie, een ziekte van de lever of de nier, bij zwangerschap of zwangerschapscomplicaties. 
De specificiteit van de D-dimeerwaarde is laag, omdat talloze andere processen in het lichaam, zoals ontstekingen, verscheidene vormen van shock en zwangerschap ook leiden tot een verhoogde D-dimeerwaarde en daarmee een zogenaamde foutpositieve uitslag.